# L'Albi
|  | Aquest article tracta sobre el municipi de les Garrigues. Vegeu-ne altres significats a «Albi». |

L'Albi és una vila i municipi de la comarca de les Garrigues. El 1983 va modificar el nom per incorporar l'article a Albi, nom que tenia anteriorment.

## Història

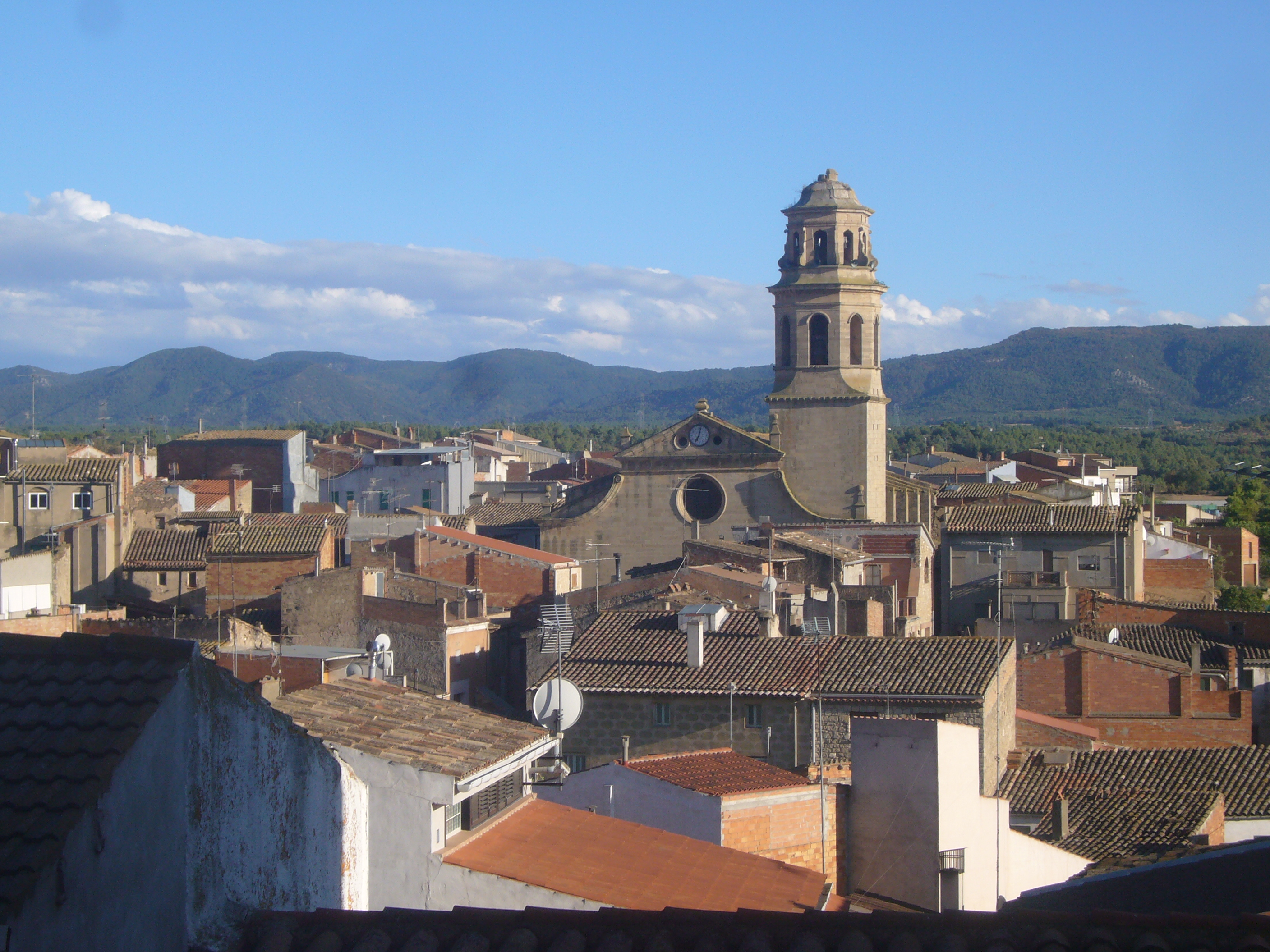
L'Albi vist des del castell, amb l'església de Santa Maria al centre

Els testimonis més importants de la primera presència humana en aquest terme corresponen als conjunts amb art rupestre: 
- L'anomenat Vall de la Coma, descobert per l'arqueòleg borgenc Alex Mir i Llaurador, als anys 80, està situat a uns 5 km de la població. És un conjunt de pintura rupestre.
- L'altre santuari prehistòric, la Balma dels Punts, descobert per uns caçadors als anys 90, conserva, com l'anterior, mostres de les creences dels grups neolítics (art esquemàtic de fa 6.500-3.200 anys) i dels grups epipaleolítics (art llevantí de fa 10.000 a 6.500 anys); no està preparat per a la visita.

Degut al seu interès, com a evidència excepcional de la capacitat intel·lectual de l'ésser humà, aquests conjunts estan declarats Bien de Interés Cultural del Patrimonio Histórico Español i Bé Cultural d'Interès Nacional del Patrimoni Cultural Català, essent des de 1998, com el Cogul i tots els jaciments amb art rupestre, Patrimoni de la Humanitat per la UNESCO amb el nom administratiu convencional d'Art rupestre de l'arc mediterrani de la península Ibèrica (Fonts: Associació Catalana d'Art Prehistòric ACAP).
La població està documentada al segle xii com Albium. Podria derivar del llatí albeum, «llit de riu», o de l'àrab al-alwi, «lloc enlairat». També s'ha suposat del llatí albus, «albí». D'altra banda, l'escut de la vila representa un àlber.

## Geografia
- Llista de topònims de l'Albi (Orografia: muntanyes, serres, collades, indrets..; hidrografia: rius, fonts...; edificis: cases, masies, esglésies, etc).

## Punts d'interès
- El castell de l'Albi, d'origen medieval (segle xii),[1] fou substituït, al final del segle xvi, per un palau renaixentista. Al nucli residencial del castell es pot veure un portal de mig punt amb un arc rebaixat, cobert per una volta de motllures encreuades, a la clau de la qual hi ha diversos escuts, un dels quals inclou un lleó rampant i un altre en forma de losange.[1] També inclou una gran nau destinada a celler i la presó. En procés de restauració, pot ser visitat. S'han descobert restes d'un poblat ibèric on està situat el castell, està en procés d'excavacions i restauracions.

- L'ermita dels Sants metges Cosme i Damià, fundada als voltants de l'any 1500 i engrandida posteriorment.[2] L'interior és d'una sola nau espaiosa, amb un bell cor al qual s'accedeix per una escala de cargol.[2] La nau central consta de presbiteri i quatre capelles laterals on es troben els quadres de Santa Madrona, Sants Abdón i Senén, Sant Crist i Sant Antoni de Pàdua.[2] Fou molt malmesa durant la Guerra Civil espanyola i en l'actualitat està molt restaurada.[2] S'hi guarden les relíquies i les imatges dels sants metges Cosme i Damià.[2] La seva festa se celebra el 26 de setembre precedida d'una novena. Quan aquesta festa esdevé en diumenge se celebra de manera jubilar per tota la Vila.[2]

- L'església de Santa Maria data del segle xviii, d'estil renaixentista i façana barroca, amb un campanar de 34 metres.[1]

- La Cooperativa del Camp de l'Albi (antic Sindicat Agrícola i Caixa Rural), edifici projectat l'any 1919 per l'arquitecte Cèsar Martinell i Brunet.[3] El plec de condicions realitzat a Valls l'agost de 1919 requeria la construcció d'un molí i un celler per al Sindicat.[3] Fou un projecte encapçalat per Cosme Capdevila i Muñoz, primer president del Sindicat, veterinari de professió.[3] L'edifici va ser construït usant materials poc costosos i de fàcil obtenció a la comarca (pedra i maó), aplicant el nou model arquitectònic que estava entre el modernisme i el noucentisme.[3] Actualment[Quan?] la Cooperativa elabora l'oli d'oliva verge extra, sota la denominació DOP Garrigues, amb el nom comercial de Baró de l'Albi.[3]

- Al terme municipal, a 5 km de la població, hi ha el conjunt de pintures rupestres anomenat la Vall de la Coma, que ha estat declarat bé d'interès cultural del patrimoni històric.[1]

- Són molt abundants dins del terme municipal les cabanes de volta, originàries del segle xviii.

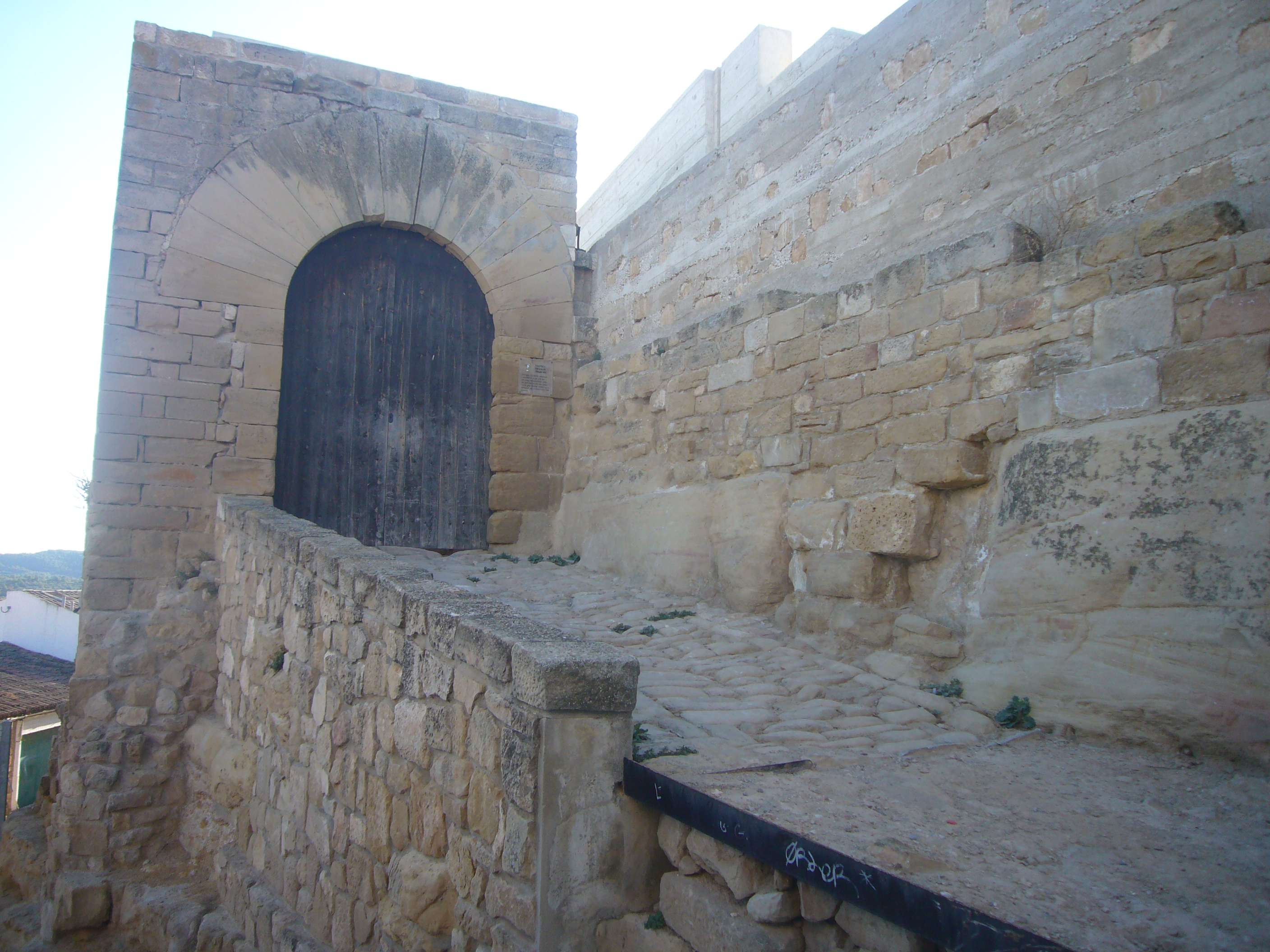
Castell de l'Albi
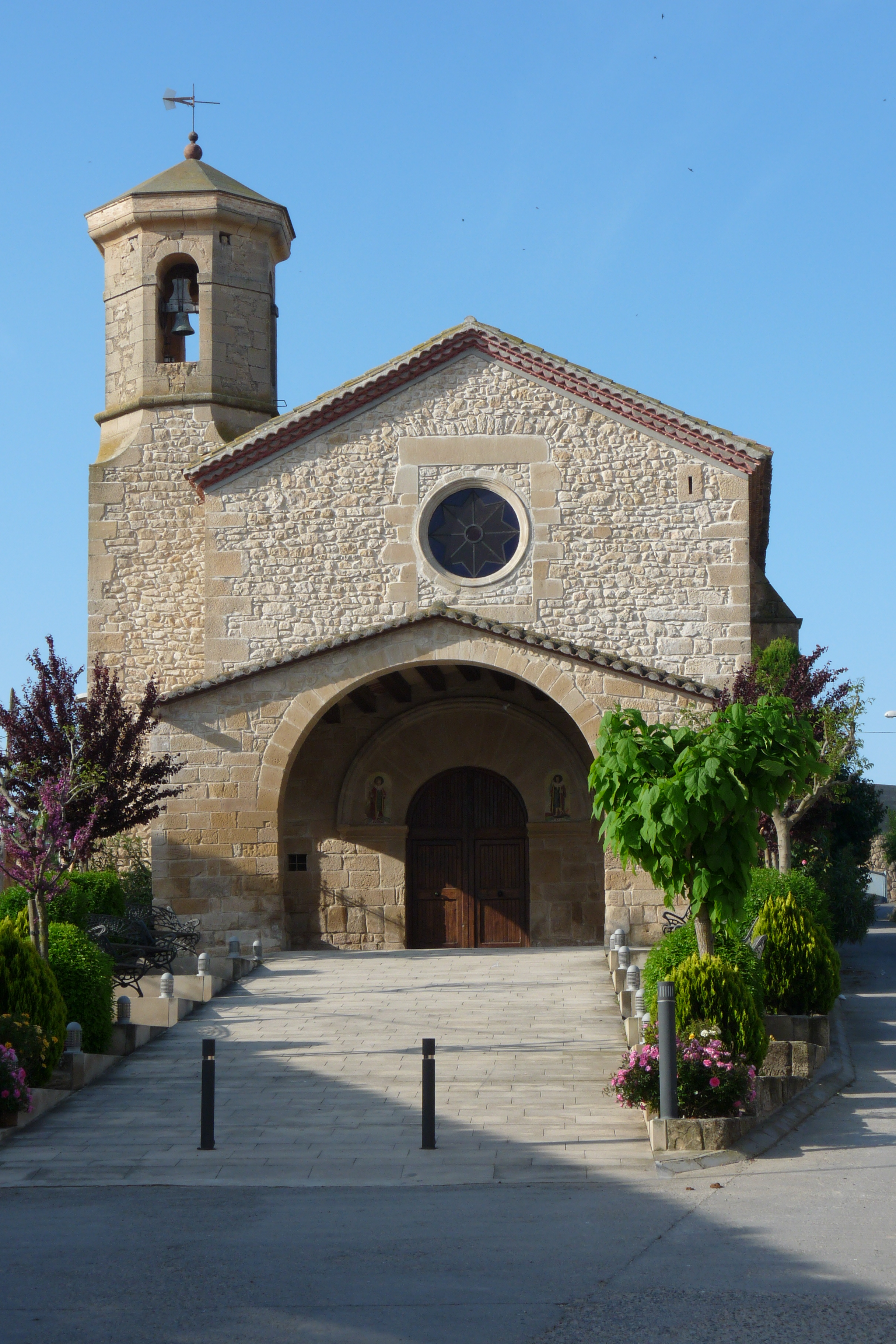
Ermita dels Sants metges Cosme i Damià
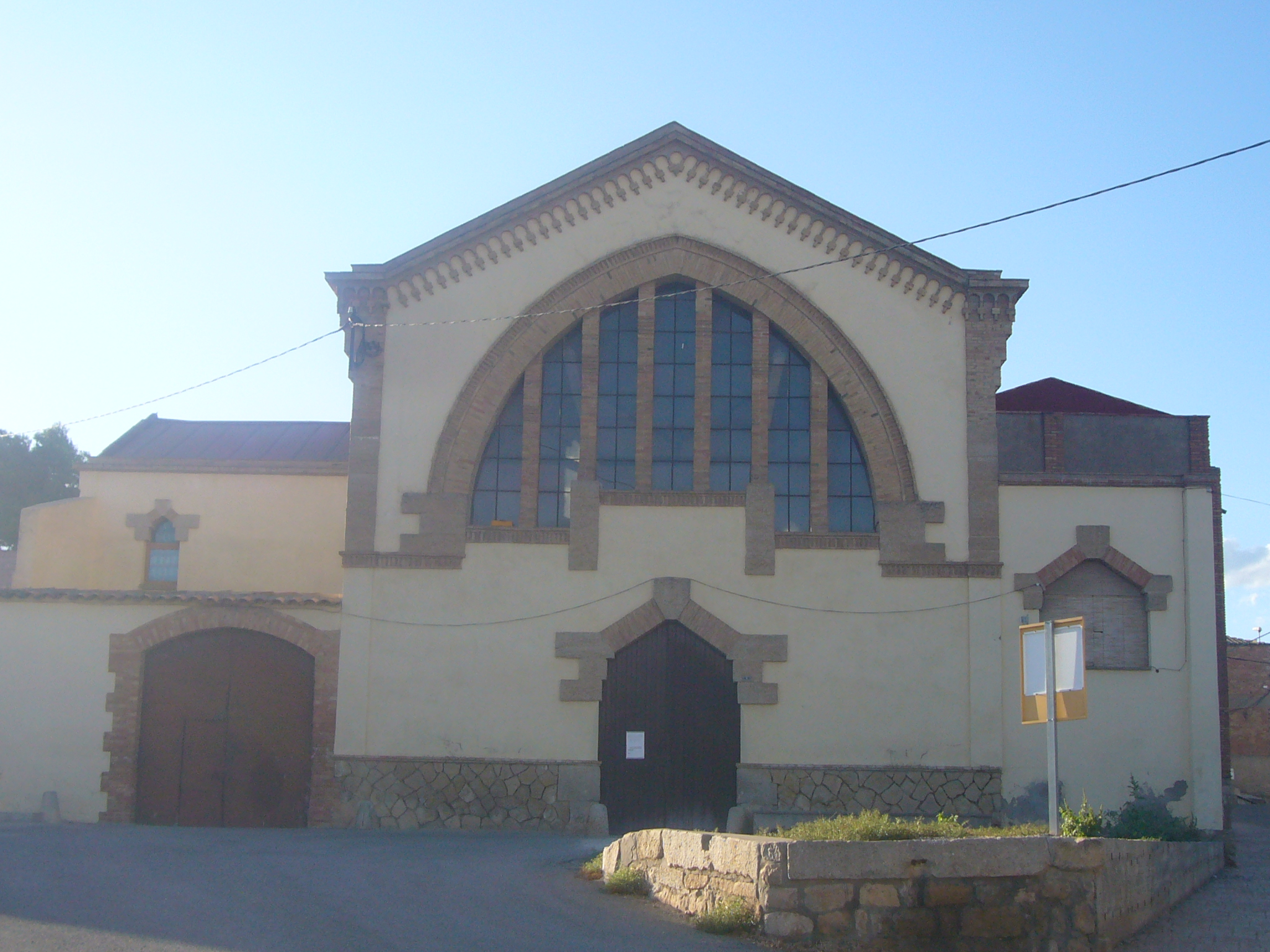
Sindicat Agrícola i Caixa Rural, projectat l'any 1919 per Cèsar Martinell

## Situació
El terme municipal de l'Albi s'estén pel sector sud-oriental de la comarca de les Garrigues.
Es pot arribar a l'Albi per l'autopista de l'Ebre AP-2 (sortida número 8), o per la carretera local LP 7032, que enllaça a Vinaixa amb la carretera nacional N-240 de Tarragona a Sant Sebastià.

## Festes
- Festes de maig (15 de maig),
- Festes d'estiu (el primer cap de setmana del mes d'agost),
- Festa de Sant Cosme i Damià (26 de setembre)

## Demografia
| 1497 f | 1515 f | 1553 f | 1717 | 1787 | 1857  | 1877  | 1887  | 1900  | 1910  |
| ------ | ------ | ------ | ---- | ---- | ----- | ----- | ----- | ----- | ----- |
| 91     | 98     | 82     | 227  | 962  | 1.714 | 1.558 | 1.387 | 1.267 | 1.379 |

| 1920  | 1930  | 1940  | 1950  | 1960 | 1970 | 1981 | 1990 | 1992 | 1994 |
| ----- | ----- | ----- | ----- | ---- | ---- | ---- | ---- | ---- | ---- |
| 1.262 | 1.220 | 1.083 | 1.058 | 927  | 855  | 792  | 807  | 776  | 776  |

| 1996 | 1998 | 2000 | 2002 | 2004 | 2006 | 2008 | 2010 | 2012 | 2014 |
| ---- | ---- | ---- | ---- | ---- | ---- | ---- | ---- | ---- | ---- |
| 791  | 776  | 782  | 806  | 836  | 811  | 841  | 847  | 860  | 834  |

| 2016 | 2018 | 2020 | 2022 | 2024 | 2026 | 2028 | 2030 | 2032 | 2034 |
| ---- | ---- | ---- | ---- | ---- | ---- | ---- | ---- | ---- | ---- |
| 803  | 762  | 744  | 755  | 766  | -    | -    | -    | -    | -    |